# Гуарене
Гуарене (итал. Guarene) — коммуна в Италии, располагается в регионе Пьемонт, в провинции Кунео.
Население составляет 3229 человек (2008 г.), плотность населения составляет 248 чел./км². Занимает площадь 13 км². Почтовый индекс — 12050. Телефонный код — 0173.
Покровителем коммуны почитается святой апостол Иаков Старший, празднование 25 июля.

## Демография
Динамика населения:

## Администрация коммуны
- Официальный сайт: http://www.guarene.it/